# Hear the World Foundation
Die Hear the World Foundation ist die gemeinnützige Unternehmensstiftung der Sonova Holding AG und setzt sich weltweit für Chancengleichheit und erhöhte Lebensqualität von Menschen mit Hörverlust ein.

## Geschichte
Im Jahr 2006 gründete der Hörgerätehersteller Phonak, Kernmarke der Sonova Holding AG, die gemeinnützige Hear the World Foundation. Im Oktober 2012 weitete die Stiftung ihr Engagement aus und wurde zu einer Initiative der gesamten Unternehmensgruppe Sonova. Die Stiftung wurde im Jahr 2013 Mitglied von Swissfoundations.
Der Stiftungsrat besteht aus Angehörigen der Sonova Holding AG. Die Unabhängigkeit der Stiftung soll durch den aus Persönlichkeiten der Audiologie bestehenden Beirat gewährleistet werden. Dieser ist zuständig für die Evaluation geeigneter Projekte, welche dem Stiftungsbeirat für die Ausrichtung von Stiftungsgeldern vorgeschlagen werden.

## Schwerpunkte und Ziele
Neben einer langfristig angelegten Aufklärungskampagne, die sich an die breite Öffentlichkeit sowie an Experten und Meinungsführer im Gesundheitswesen richtet, werden in besonderem Masse Projekte gefördert, die Kinder mit Hörverlust unterstützen, um ihnen eine altersgerechte Entwicklung zu ermöglichen. Die Unterstützung erfolgt durch finanzielle Mittel, die Bereitstellung von Hörsystemen und durch den Einsatz von Freiwilligen.
Die Stiftung unterstützt Projekte im Bereich der Hörgesundheit mit folgenden Schwerpunkten:
- Hörmedizinische Versorgung von Kindern in Ländern mit niedrigen Durchschnittseinkommen.[7]
- Programme für Familien: konkrete Hilfe und Beistand durch die Unterstützung von Eltern-Selbsthilfegruppen.
- Prävention und besserer Umgang mit Hörverlust durch weltweite Aufklärung zu den Themen Hören und Hörverlust.[8][9]
- Unterstützung von Projekten, bei denen Fachleute vor Ort aus- und weitergebildet werden.

Zu den Kooperationspartnern gehören unter anderen Sound Seekers, All Ears Cambodia, CBM Switzerland, Special Olympics, APADAS, die University of North Carolina at Chapel Hill und das Kinderspital Zürich. Neben den Projektpartnern wird die Hear the World Foundation von weiteren Partnern unterstützt: So beispielsweise vom Batteriehersteller Varta Microbattery, dem Konzertveranstalter abc Production, dem Hi-Fi-Ohrstöpselhersteller Vibes etc.

## Finanzierung
Die Stiftung unterstützte im Finanzjahr 2015/16 23 Projekte in 18 Ländern durch die Bereitstellung von Hörlösungen und finanziellen Mitteln im Gesamtwert von über 1‘800‘000 CHF. Die Finanzierung wird zu grössten Teilen von Sonova getragen.

## Botschafter
Die Hear the World Foundation wird mittlerweile von über 90 «Botschaftern» wie Joss Stone, Plácido Domingo, Kate Moss, Sting, Annie Lennox, Joey McIntyre und Der Graf unterstützt. Sie alle wurden von Musiker und Fotograf Bryan Adams mit der Hand hinter dem Ohr, in der Hear the World Pose für bewusstes Hören, in Szene gesetzt. Jährlich publiziert die Stiftung einen limitierten Kalender mit Schwarzweiss-Porträts der Botschafter, dieser wird zu Gunsten der Stiftung verkauft.
Im Jahr 2012 wurde die Stiftung von Guinness World Records für die weltweit grösste Foto-Aufklärungskampagne mit 53 Unterstützern ausgezeichnet.